# Нестерова (Ішимський район)
Не́стерова (рос. Нестерова) — присілок у складі Ішимського району Тюменської області, Росія.
Населення — 165 осіб (2010, 189 у 2002).
Національний склад станом на 2002 рік:
- росіяни — 79 %